# Koshantschikovius substriatoides
Koshantschikovius substriatoides är en skalbaggsart som beskrevs av Bordat 1990. Koshantschikovius substriatoides ingår i släktet Koshantschikovius och familjen Aphodiidae. Inga underarter finns listade i Catalogue of Life.